# Bni Snous
Bni Snous (franska: Bni Snous (CR), Bni Snous (Commune Rurale), arabiska: مساسة) är en kommun i Marocko.   Den ligger i provinsen Taounate och regionen Fès-Meknès, i den nordöstra delen av landet, 150 km öster om huvudstaden Rabat. Antalet invånare är 9 002.